# Thomas Knuth-Winterfeldt
Graf Thomas Knuth-Winterfeldt (* 25. Mai 1979) ist ein dänischer Schauspieler und Hörspielsprecher.

## Leben
Knuth-Winterfeldt entstammt väterlicherseits dem Hause Knuth-Winterfeldt, einer Nebenlinie des mecklenburgisch-dänischen Uradelsgeschlechts Knuth. Sein Vater ist Torben Michael Knuth-Winterfeldt, seine Mutter die aus bürgerlichen Verhältnissen stammende Helle Knuth-Winterfeldt, geb. Bro. Sein Großvater ist der dänische Maler Preben Knuth-Winterfeldt.
Von 2001 bis 2005 machte er eine Ausbildung zum Schauspieler an der Statens Teaterskole. Seitdem spielt er am Theater und in Filmen verschiedene Rollen.
Knuth-Winterfeld ist neben seiner Schauspieltätigkeit auch als Sprecher für Hörbuchaufnahmen tätig.

## Filmografie
- Kunsten at græde i kor (2006)
- Nynne (2006, Fernsehserie, Folge: Happy Birthday)
- Der er ingen ende på Vejle (2007, Kurzfilm)
- Preludium (2008)
- To verdener (2008)
- Elsker ikke (2008, Kurzfilm)
- Kommissarin Lund (2009, Fernsehserie, Folge 2.6)
- Blekingegade (2009, Fernsehserie, Folgen 1–4)
- The Team (2015, Fernsehserie, Folgen 5 und 6)
- Ljusningen (2017)